# Rock 'n' Roll Kids
"Rock 'n' Roll Kids" var Irlands vinderbidrag i Eurovision Song Contest 1994, som blev fremført på engelsk af Paul Harrington og Charlie McGettigan. Melodi og tekst er skrevet af Brendan Graham.
Det var første gang at en mandlig duo vandt og første gang en vindersang blev fremført uden orkesterarrangement. McGettigans guitar og Harringtons piano var de eneste musikinstrumenter blev brugt.
Sangen var Irlands sjette sejr i Eurovision Song Contest og det er hidtil eneste gang at et land har vundet tre gange i træk (1992, 1993 samt 1994).
Tekstmæssig er "Rock 'n' Roll Kids" en klagesang til to sangeres tabte ungdom. De mindes opvæksten og at lytte til populærmusikken i 1962 (Jerry Lee Lewis og Elvis Presley).
Sangens indhold flyttes derefter til nutiden, hvor begge mænd er "too busy running to a different beat" og til og med at have nær kontakt med hinanden, mens deres børn "don't wanna be around us no more".
"Rock 'n' Roll Kids" blev fremført som tredje bidrag om aftenen 30. april 1994 efter Finlands CatCat med "Bye Bye Baby" og før Kypros' Evridiki med "Imre Anthropos Ki Ego".
Da afstemningen var færdig, havde den fået 226 point, noget som gav den en førsteplads blandt 25 deltagere. Dette var første gang vinderen fik over 200 point.

## Norsk version
R. Dahl Bjørnsen og Eldar Vågan har skrevet norsk tekst. På norsk bærer den titlen "Mere rock'n'roll før".
Sangen blev utgit av Vazelina Bilopphøggers på CD-pladen Gammel Oppland (Slagerfabrikken/Opal SCD 99014) i 1994.

## Hitlister
| Hitliste (1994)                 | Højeste placering |
| ------------------------------- | ----------------- |
| Belgien (Ultratop 50 Flanderen) | 42                |
| Holland (Single Top 100)        | 30                |
| Irland (IRMA)                   | 2                 |